# Дана
Да́на — гіпотетична богиня води в слов'янській міфології, покровителька річок, струмків і водойм. Також її іменами можуть бути Діванна, Дівонія, Діва.

## У народних віруваннях
Данило Лепкий у розвідці «Весняні звичаї, обряди та віруваня на Руси» писав: «Всї Русалки слухають одної найстаршої панї, котру простий люд в своїх оповіданях називає просто «Діва», «Дівка», «Дівчина» або «Дана». Менї здає ся, що властиве єї імя єсть Дана, бо з тим іменем дуже часто можна зустрінути ся в народних піснях, ба навіть в коломийках; тая найстарша панї Русалок буде мати щось вспільного з богинею Даною, або буде нею самою. Єсть она дочкою дуже маючого царя, — єї утопила мачоха для того, що боялась, щоби она, як оддасть ся  за можного молодого князя Івана, не єї з пишної царської палати. Дана єсть дуже красна: волосє у неї золоте, очі ясні як сонце, а тїло біле як цвіт лелїї. Она не виходить нїколи з води, тілько в полудне на «Русалчин Великдень». Тогди раз зустрінув єї молоденький царевич, син царя із-за синого Дунаю. Он увидів єї, як чесала золоте волосє, хотів поймати, але Дана скочила в Дунай тай зачала плавати по воді, показуючи царевичеві свою красу, своє біле тіло в прегарних миленьких рухах. Царевич скочив в ріку, она обняла єго та й потягла до своїх золотих палат. Від того часу жиє Дана в великім щастю, пестить ся, цілуєсь та висипляєсь з князем на цьвітучім з хрещатого барвінку ложи. Прочі Русалки зносять ім що ночи богато всїлякого цвіту, втїшають іх, забавляють своїми танами, а деколи саджають на золоті «колічка» (возок на двох колесах) тай возят до місяця по глибокій водї».

## У фольклорі й обрядовості
Польський історик Йоахим Лелевель (1811) писав про середньовічні звістки щодо слов'янської міфології, посилаючись на польського історика XV—XVI століть Мацєя Мєховського: «Усе це повторив Мєховита з описом, збагаченим словами, і викував Лелеві і Полелеві матір Леде (запозичена у греків?) Але заодно зроблено зауваження, що на Русі співають «Лада, Лада», а мазури також покрикують «Дана Дана, Дада Дада»
Російський етнограф і фольклорист Іван Снєгірьов у 1-му томі «Російських простолюдних свят і забобонних обрядів» (1837) також зауважував: «Мєховита помічає, що як у Росії приспівують „Лада, Лада“, так мазури вигукують „Дана, Дана, Дада, Дада“».
За словами Григорія Ількевича, поміж іншими забобонами на весіллі, яких була велика кількість, серед простолюду на Волині і в деяких околицях Галичини панував наступний: перед вінчанням рідні проводили обох молодят до стодоли чи сараю. Дружби несли шлюбне вбрання пана молодого, а дружки — панни молодої, а один з родичів — дві коновки чистої води. По дорозі співали: «Ой Ладо, Ладо, ой Дана, Дана, ідем до пана, до пана Водана; щоби нас очистил і нас блогославил». Прийшовши до стодоли, дружби й дружки виходили за двері, замикали їх, і залишалися тільки родичі молодих. Молодята роздягалися зовсім догола. Молоду поливали жінки, а молодого — чоловіки, одягали в шлюбний одяг, скакали довкола них і співали: «Ой Ладо, Ладо, ой Дана, Дана, гарний наш панич, гарна і панна». З цим виходили зі стодоли і співали, йдучи до хати: «Виділи-сьмо, бачили-сьмо, сам Зіве, блогослави нам». На Галичині цей звичай зникав і робився тільки потаємно, а на Волині Ількевич сам був його свідком 1820 року, поблизу Бугу. Він гадав, що дослідники старожитностей мають пояснити, що значили божества Ладо, Дана, Водан (Нептун?), Зів.
Слова «Ладо, Дана, Дина» чулися в сумовитій пісні, яку співали дівчата, коли ліпили так звані балабухи для ворожіння на день святого Андрія. За словами Ількевича, українські дівчата тримали ті пісні у великому секреті і ніколи б не стали співати в присутності чоловіків.
За даними Василя Кравченка, у селі Забріддя Житомирського повіту, якщо черви нападали на худобину, то до схід сонця прихиляли коров'як, придавлювали вершок каменем і говорили: «Дзіванна панна, тоді я тебе одпущу, як у меї корови випадають черви». При лікування тяжкохворої людини зверталися: «Дзіванна панна, прошу твеї ласки, або дай тіло, або прийми мощи». За іншою звісткою, записаною кореспондентом Російського географічного товариства Михайлом Кривошапкіним, на Волині на заході сонця заломлювали кульбабу, примовляючи: «Диванна панна, гляди, щоб у мою сивою корови висипались черви!».
В описі народних забобонів, зробленому в Білорусі братами-бернардинцями 1764 року, черв'яків у худобі замовляли: «Дзяванна красная Панна, прашу цябе, нехай чарвякі выпадуць, а калі не выпадуць, я цябе каменчыкем прыцісну і цяжко табе будзіць».

## У працях міфологів
Порівнюючи слов'янську та інші європейські міфології на предмет жіночого божества води, Микола Костомаров дійшов висновку про існування у східних слов'ян подібного божества. Свій висновок він аргументував, наводячи назви річок: Двіна, Дунай, Дон, Дніпро (Данапріс) і приспів в обрядове піснях: «дана, дана». Він порівняв корені цих слів із західнослов'янськими іменами Девона, Дзеванна і кельтським Дівона, зробивши висновок, що корінь і аналогічне божество повинні були зберегтися й у східних слов'ян, що виразилося у вищенаведених гідронімах та приспіві.

## Дойна
Димитрій Кантемір першим (1715—1716) засвідчив в письмовій формі існування міфоніму Дойна, вважаючи, що «ця назва вживалася у даків замість Марса або Беллони, бо вона передує всім пісням, що оспівують хоробрість, і пов'язана із заспівом, який молдавани зазвичай виконують перед початком своїх пісень».

## Погляд сучасних науковців
Деякі сучасні вчені критично ставляться до висновків Костомарова. За даними сучасної лінгвістики, гідроніми Дон, Дніпро (сюди ж Дністер, Донець та ін) мають іранське походження — від ос. don, авест. dānu-, санскр. dấnu-. Гідронім Дунай має кельтське походження (Dānuvius), ймовірно, споріднений із вищевказаним коренем. Гідронім Двіна має інший корінь, ніяк не пов'язаний з вищевказаними, який поки не має загальновизнаної задовільної етимології.
На думку Миколи Зубова, імена Діва, Девона, до яких апелює Костомаров, прагнучи обґрунтувати свої побудови, є не іменами якогось окремого жіночого божества, а епітетами Мокоші за еллінським зразком.
Тим часом український мовознавець Михайло Худаш писав: «На думку про те, що культ жіночого божества, у праслов'ян на ім'я Dana, в античній міфології — на ім'я Diana, в індійській ведичній міфології — на ім'я Danu, у давній кельтській міфології — на ім'я Danu, зародився і розвинувся ще в первіснообщинному матріархальному середовищі на праіндоєвропейському чи праарійському мовному ґрунті, наводить нас не тільки переконання в тому, що культи чи не всіх слов'янських жіночих язичницьких божеств походять ще з матріархату — періоду обожнювання першою чергою жіночого начала життя».